# 肥塚龍
肥塚 龍（こいづか りゅう、嘉永元年1月10日（1848年2月14日） - 大正9年（1920年）12月3日）は、東京府知事、新聞記者の民権活動家。
自由民権運動に関し、大胆で新しい言論活動で注目を集めていた。

## 略歴
中島村（現・たつの市）の農家に生まれるが、武士たちが農民・町人を罵倒する現実に疑問を感じ、僧侶として身を立てるため14歳で網干にある大覚寺に入り、小坊主になり山空和尚の指導を受ける。後に京都に行き、賀茂神社の宮司の山本硯儒、高倉西念寺の諦導和尚に師事するが、明治維新の社会変動を目の当たりにする中で、東京に出ることを決意する。
東京曙新聞を経て横浜毎日新聞で急進的な民権論を訴え言論活動で注目を集めると、国会開設に伴い代議士を志す。1890年（明治23年）の第1回衆議院議員総選挙に改進党公認で出馬するも、地元の兵庫県第8区（定数2）では改進党候補が3名乱立し共倒れに終わる（当選は改野耕三、柴原政太郎）。1892年（明治25年）の第2回衆議院議員総選挙では改野・柴原らと争うのは大局的に不利とみて東京府第2区から立候補するも暴力的な選挙干渉を受け落選した。1894年（明治27年）の第3回衆議院議員総選挙に再び兵庫県第8区から立候補、今度は地元での積極的な選挙活動が功を奏し初当選を果たす。以後第6回（東京都知事の職務に専念するため不出馬）、第8回（落選）を除き当選を重ねる。
代議士としては大隈重信と行動を共にし、大隈の腹心として農商務省鉱山局長、東京府知事、衆議院副議長を歴任。しかし桂太郎が1913年（大正2年）1月に立憲同志会を設立すると肥塚は桂の誘いに応じて立憲同志会に移籍した。この移籍は支持者たちに「変節」と受け止められ多くの支持者が離れる結果となった。1917年（大正6年）の第13回衆議院議員総選挙には病気を理由に出馬せず政界引退、自らの後継者に唐端清太郎を推薦した。
次男はのちに肥塚の地盤を引き継いだ田中武雄 (広村の田中家に養子に入る)。

## 年譜
- 1872年（明治5年） - 東京に行き、工部省電信修技教場に官費生として入学。
「東京曙新聞」でアルバイトを始めるも、それが学校に知れ、教場を退学になるが、中村敬宇に英学漢学を学ぶ。
- 1875年（明治8年） - 横浜毎日新聞に入社するも、後に退職。
- 1879年（明治12年）11月18日 - 横浜毎日新聞が、東京横浜毎日新聞に改題すると同時に再入社。
社長の沼間守一と改進党に入党。神奈川県会議員、東京市会議員、東京市参事会員、赤坂区会議員となる。
- 1890年（明治23年）7月1日 - 第1回衆議院議員総選挙に兵庫県第8区および神奈川県第4区で重複立候補するも落選。
- 1892年（明治25年）2月15日 - 第2回衆議院議員総選挙に東京府第2区から立候補するも落選。
- 1894年（明治27年）3月1日 - 第3回衆議院議員総選挙に兵庫県第8区から立候補し初当選。東京市会議員を兼務した。
- 1894年（明治27年）9月1日 - 第4回衆議院議員総選挙に兵庫県第8区から立候補し2選。
- 1897年（明治30年）4月 - 農商務省鉱山局長となり、足尾鉱毒事件を調査する。
- 1897年（明治30年）11月 - 退官する。
- 1898年（明治31年）3月15日 - 第5回衆議院議員総選挙に兵庫県第8区から立候補し3選。
- 1898年（明治31年）7月16日 - 東京府知事兼東京市長となる。
- 1898年（明治31年）10月1日 - 市制特例が廃止により、東京市が一般市となり、東京市長を退任。
- 1898年（明治31年）11月12日 - 東京府知事を退任。
- 1902年（明治35年） - 東京石川島造船所の監査役となる。
- 1902年（明治35年）8月10日 - 第7回衆議院議員総選挙に兵庫県郡部区から立候補し4選。
- 1903年（明治36年）3月1日 - 第8回衆議院議員総選挙に兵庫県郡部区から立候補するも落選。
- 1904年（明治37年）3月1日 - 第9回衆議院議員総選挙に兵庫県郡部区から立候補し5選。
- 1908年（明治41年）5月15日 - 第10回衆議院議員総選挙に兵庫県郡部区から立候補し6選。
- 1908年（明治41年）12月23日 - 衆議院副議長となる。
- 1912年（明治45年）5月15日 - 第11回衆議院議員総選挙に兵庫県郡部区から立候補し7選。
- 1915年（大正4年）3月25日 - 第12回衆議院議員総選挙に兵庫県郡部区から立候補し8選。
上記以外にも実業界にも転じ、諸会社の社長などを歴任した。墓標は、東京都中野区の青原寺に所在。

## 栄典
位階
- 1897年（明治30年）5月31日 - 正五位[5]

勲章等
- 1915年（大正4年）11月10日  - 勲三等瑞宝章[6]

## 著書等
- 『自由言論 全3巻』（アレクシス・ド・トクヴィル 著、肥塚竜 訳）有隣堂、1881-1882年。
- 『国会設立方法論 前編』（肥塚竜選）松尾一衛、1880年3月。
- 『横浜開港五十年史 上巻』（肥塚竜 編）横浜商業会議所、1909年。
  - 『横浜開港五十年史 上巻』（肥塚竜 編）名著出版、1973年。
- 『横浜開港五十年史 下巻』（肥塚竜 編）横浜商業会議所、1909年。
  - 『横浜開港五十年史 下巻』（肥塚竜 編）名著出版、1973年。

## 関連文献
- 柳愛林『トクヴィルと明治思想史　〈デモクラシー〉の発見と忘却』白水社、2021年10月28日。ISBN 9784560098653。